# Condado de Taney
El condado de Taney (en inglés: Taney County), fundado en 1837, es uno de 114 condados del estado estadounidense de Misuri. En el año 2006, el condado tenía una población de 47,023 habitantes y una densidad poblacional de 12 personas por km². La sede del condado es Forsyth. El condado recibe su nombre en honor a Roger B. Taney.

## Geografía
Según la Oficina del Censo, el condado tiene un área total de 1687 km² (651,4 mi²), de la cual 1638 km² (632,4 mi²) es tierra y 50 km² (19,3 mi²) (2.93%) es agua.

### Condados adyacentes
- Condado de Christian (norte)
- Condado de Douglas (noreste)
- Condado de Ozark (este)
- Condado de Marion (Arkansas) (sureste)
- Condado de Boone (Arkansas) (sur)
- Condado de Carroll (Arkansas) suroeste)
- Condado de Stone (oeste)

## Demografía
Según la Oficina del Censo en 2000, los ingresos medios por hogar en el condado eran de $39,771, y los ingresos medios por familia eran $47,664. Los hombres tenían unos ingresos medios de $25,431 frente a los $19,655 para las mujeres. La renta per cápita para el condado era de $21,663. Alrededor del 12.40% de la población estaban por debajo del umbral de pobreza.

## Transporte

### Carreteras principales
- U.S. Route 65
- U.S. Route 160
- Route 13
- Ruta 76
- Rota 125

## Localidades
| - Bradleyville - Branson† - Brownbranch - Bull Creek - Cedar Creek | - Forsyth - Hilda - Hollister - Kirbyville - Kissee Mills | - McClurg - Merriam Woods - Point Lookout - Powersite - Protem | - Ridgedale - Rockaway Beach - Rueter - Saddlebrooke† - Table Rock | - Taneyville - Walnut Shade |